# Politica contului de utilizator
O politică privind conturile de utilizator este un document care prezintă cerințele pentru solicitarea și menținerea unui cont pe sisteme sau rețele informatice, de obicei în cadrul unei organizații. Aceasta este foarte importantă pentru site-urile mari în care utilizatorii au de obicei conturi pe mai multe sisteme. Unele site-uri cer utilizatorilor să citească și să semneze o politică privind conturile ca parte a procesului de solicitare a unui cont.

## Conținutul politicii
- Ar trebui să precizeze cine are autoritatea de a aproba cererile de cont.
- Ar trebui să precizeze cine are dreptul să utilizeze resursele (de exemplu, numai angajații sau studenții)
- Trebuie să precizați orice cerințe privind cetățenia/rezidența.
- Ar trebui să precizeze dacă utilizatorii au voie să partajeze conturi sau dacă utilizatorii au voie să dețină mai multe conturi pe o singură gazdă.
- Ar trebui să precizeze drepturile și responsabilitățile utilizatorilor.
- Ar trebui să precizeze când contul ar trebui dezactivat și arhivat.
- Ar trebui să precizeze cât timp poate rămâne activ contul înainte de a fi dezactivat.
- Trebuie să precizeze regulile de construire și de învechire a parolelor.

## Exemplu
Câteva exemple de formulare: „Angajații trebuie să solicite/recepționeze conturi numai pentru sistemele pe care au o nevoie profesională reală de a le accesa. Angajații pot avea un singur cont oficial pe sistem, iar ID-ul contului și numele de autentificare trebuie să respecte standardele stabilite. Angajații trebuie să citească și să semneze politica de utilizare acceptabilă înainte de a solicita un cont.”